# Восемь свидетелей
Восемь свидетелей (англ. Eight Witnesses) — группа из восьми человек, которые подтвердили, что видели золотые листы Книги Мормона. Список группы всегда печатается в предисловии к книге. В первый раз свидетельство восьми было опубликовано в 1830 году.

## О происхождении книги Мормона
Согласно Джозефу Смиту, книга Мормона была написана на золотых листах «изменёнными египетскими» знаками. Смит утверждал, что последний пророк, работавший над книгой, по имени Мороний (точнее, Морони), скрыл её в холме на территории современного штата Нью-Йорк, а затем вернулся на землю в 1827 в виде ангела, открыв местонахождение книги Смиту.
Согласно вероучению мормонов, Смит вместе с золотыми пластинами, на которых была начертана несколькосотстраничная книга, откопал два священных камня — Урим и Туммим. Поместив их в оправу и используя вместо очков, он и увидел английский текст вместо «изменённых египетских знаков».

## Список восьми свидетелей
Список из восьми свидетелей публикуется в каждом издании книги Мормона, в подтверждении её истинности. Данные 8 человек письменно подтвердили, что они видели золотые пластины, о которых говорил Смит.
- Кристиан Уитмер[англ.]
- Джейкоб Уитмер[англ.]
- Питер Уитмер[англ.]
- Джон Уитмер[англ.]
- Пейдж, Хайрем[англ.]
- Джозеф Смит старший[англ.] — отец Джозефа Смита. Впоследствии патриарх-президент церкви до своей смерти в 1840 году
- Хайрам Смит — старший брат Джозефа Смита. После смерти отца патриарх-президент церкви до своей смерти от рук толпы в тюрьме города Картидж в 1844 году.
- Сэмюэль Харрисон Смит — младший брат Джозефа Смита, умер через месяц после его гибели.

Из 8 человек, 3 являлись ближайшими родственниками Смита, а 4 принадлежали к одной семье Уитмеров. Все они впоследствии занимали высшие посты в религиозной организации мормонов — церкви Иисуса Христа Святых последних дней.